# Escriboni Pròcul
Escriboni Pròcul (llatí: Scribonius Proculus) va ser un magistrat romà.
Va ser governador cap a la meitat del segle i, d'una de les províncies de Germània mentre el seu germà Escriboni Rufus governava l'altra. Els dos germans es van distingir per la seva riquesa, i es donaven suport un a l'altre.
Neró els va cridar a Grècia i els va fer detenir, acusant-los de conspirar. Com que no se'ls va donar opció a defensar-se es van suïcidar. Tàcit els anomena els "Scribonii fratres". La denuncia a Neró hauria estat feta per Pacci Africà (Pactius Africanus).
Eren probablement fills d'Escriboni Pròcul, un senador en temps de Calígula, que un dia va saludar a Protògenes, un instrument de les crueltats de l'emperador, i aquest li va contestar: "Com és que una persona que odia tant a l'emperador, gosa saludar al seu servidor?".